# We Tripantu
We tripantu o  es la celebración del año nuevo mapuche que se realiza en el solsticio de invierno austral (el día más corto del año en el hemisferio sur) entre el 21 y el 24 de junio. El We tripantu es un día de celebración para los mapuches y corresponde al comienzo de los días cada vez más largos hasta el solsticio de verano y el renacer eventual de la naturaleza tras el invierno al que se entra. El año nuevo mapuche equivale a la celebración del año nuevo los días 31 de diciembre en los países que utilizan el calendario gregoriano, cercano al solsticio de invierno septentrional (el día más corto del año en el hemisferio norte).

## Etimología
We tripantu (también escrito We xipantu o We txipantu) significa en mapudungún "año nuevo"’; por su parte, según Elisa Loncon, wüñoy tripantu quiere decir "retorno del sol". Juan Benigar define thipantu como "la salida" o "el acto de salir".

## Descripción
El We tripantu es un día sagrado para los mapuches, ya que, es el día más corto del año, pero básicamente el día en que empieza a retroceder el invierno, alargándose las horas de sol hasta el solsticio de verano, propiciando un nuevo año de agricultura, por lo mismo el "año nuevo mapuche"

### El solsticio de invierno en la cosmología mapuche
Los mapuches observaban que comenzaba el invierno, y creían que ese cambio era regido por la Luna, que provocaba los brotes de vegetales y la reproducción de los animales.
En este nuevo periodo la tierra comienza a limpiarse con el agua que envía Ngenechén (Dios) a través del Ngen-ko (‘el espíritu del agua’), lo que provocaba un nuevo ciclo, que implicaba el término del ciclo anterior de preparación del suelo, siembras, cosechas y la naturaleza debe limpiar y preparar la tierra para otro periodo y así sucesivamente.
La concepción del tiempo de los mapuches en el que lo antiguo se renueva siempre es distinta a la que se tiene en Occidente, en la que lo antiguo queda atrás y solo se puede recordar.

### Relación con el Puel mapu
El Puelmapu  (del mapudungún: puelmapu ‘tierra del este’) es la parte del Wallmapu o territorio mapuche que está al este de la cordillera de los Andes. En la concepción tradicional mapuche, el mundo terrenal o Nagmapu (del mapudungún: nagmapu ‘tierra de abajo’) está compuesto por cuatro partes (Meli Witran Mapu, las "cuatro esquinas de la tierra"), de las que una es el Puelmapu.

El Puel mapu [‘tierra del Este’] es la puerta abierta para ingresar al mundo del bien, los antepasados mapuches concibieron que durante las horas de descanso se debe permanecer acostado en una sola posición: tener los pies hacia el Lafken mapu y la cabeza hacia el Puel mapu.
Armando Marileo

### Relación con la Luna
Los kimche (‘sabios’) observaban que cuando se acaba el otoño y comienza el invierno, hay un cambio de ciclo natural. Ellos creían que ese cambio era regido por la Luna, donde se provoca cambio en los brotes de vegetales, animales, en la tierra, el sol, etc, en este nuevo periodo la tierra comienza a limpiarse con el agua que envía Ngünechen.
Las divinidades gobiernan el mundo sobrenatural y natural, poseen una estrecha relación con la gente a quienes entregan favores o dones.
Ellas habitan en la Wenu mapu (‘tierra de arriba’).
Ngünechen, la divinidad mayor, es el gran espíritu del bien, creador y sostenedor de la gente y de la naturaleza.
La familia divina, que se refleja en la familia mapuche, está compuesta por Kuse (‘Anciana’), Fücha (‘Anciano’), Ülcha (‘mujer joven’) y Weche (‘hombre joven’).
Como reproducen la forma de vida de la familia mapuche, poseen kümeke mapu (tierras buenas) cultivables, üñüm (‘pájaros’) y kulliñ (‘animales’), habitan en ruka (‘casas’) y viven a la manera de los seres humanos.

## Método de ubicación temporal

### Método solar

El Este es el Puelmapu y el Oeste es el Lafkenmapu.

El método más efectivo que poseían los antiguos mapuches en la definición del día del we-tripantu es el diseño, estructuración, ubicación y construcción de su Ruka; con un fogón en el centro y la puerta principal orientada hacia la salida del sol, determinaban y controlaba el tiempo y el movimiento de este durante el transcurso del año.
Es decir, el fogón, la puerta principal y un tronco o palo situado frente a la puerta, definirá o marcará el movimiento del día, las constelaciones, el sol, la luna y el tiempo, es decir, estos símbolos marcarán los días e indicarán el recorrido o movimiento del sol y las estaciones del año:
- Invierno, (del mapudungún: pukemngen ‘tiempo de lluvias’).
- Primavera, (del mapudungún: pewüngen ‘tiempo o época de brotes’)
- Verano, (del mapudungún: walüng ‘tiempo de abundancia’)
- Otoño, (del mapudungún: rimü ‘tiempo de descanso o zambullidas’)

Esta secuencia determinará el día exacto del we-tripantu.
Desde el punto de referencia se apreciaba el inicio del recorrido que realizaba el sol a partir el día del we-tripantu, comenzando éste a moverse desde el Puel-pikunmapu hacia el Puel-willimapu y vice/versa. En ese recorrido se dice que el sol debe compenetrarse o conectarse con el fogón ubicado en el centro de la ruka, además los rayos no deben tener ningún impedimento en su viaje o recorrido que realiza cada día y durante las trece lunas del año.

### Método lunar
Otros de los factores determinantes del we-tripantu son las trece lunas del año, todas las cuales tienen sus propios nombres y cada una representan la época en que le corresponde hacerse presentes. La luna que marca el inicio del nuevo año se les conoce como trufken-küyen, luna gris o luna de las cenizas, correspondiente al pukem. Por tanto ya asomado o nacido el trufken küyen comienzan los preparativos para la ceremonia de inicio de renovación de la vida o we-tripantu.

### Método estelar

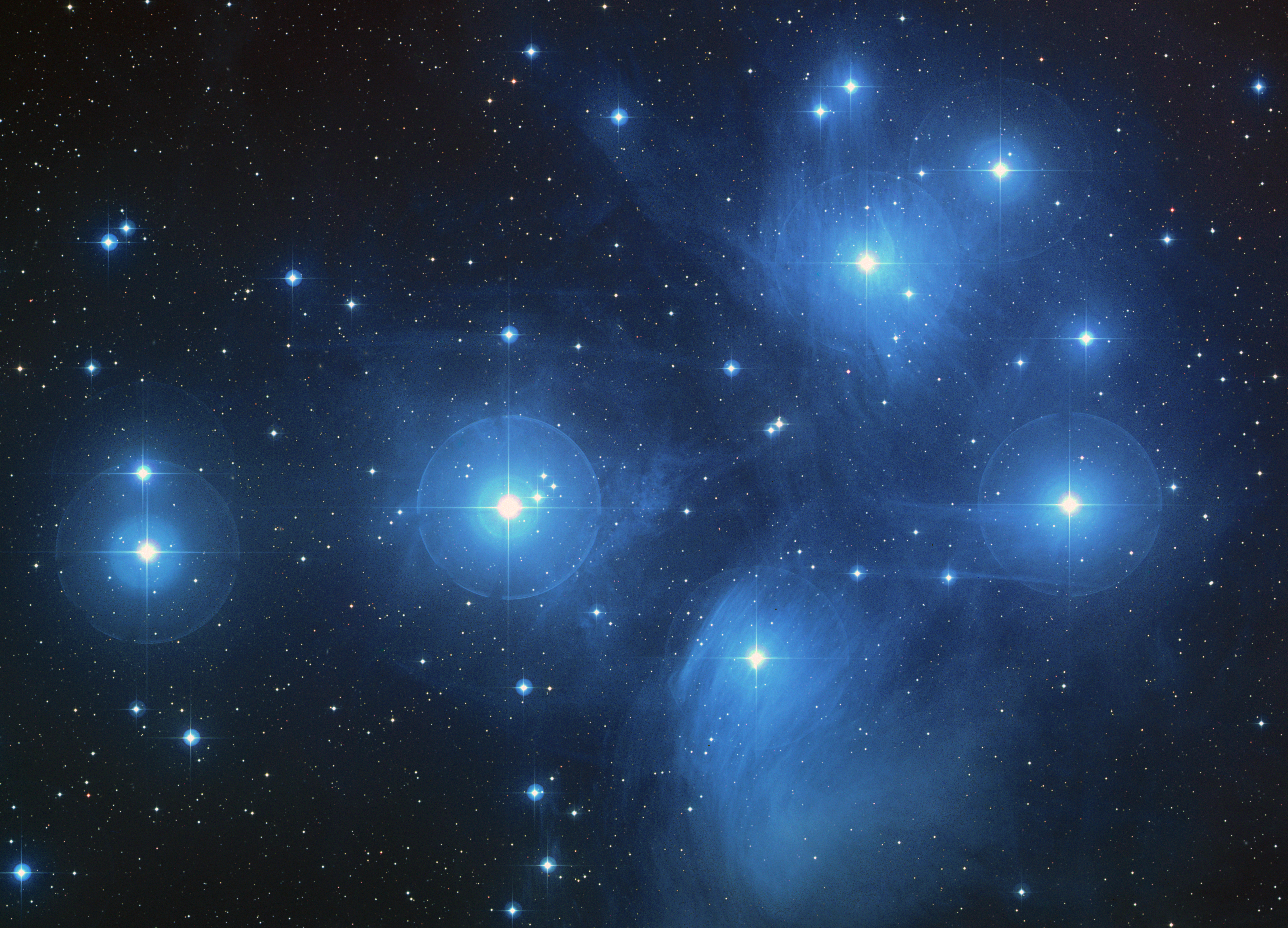
Las Pléyades

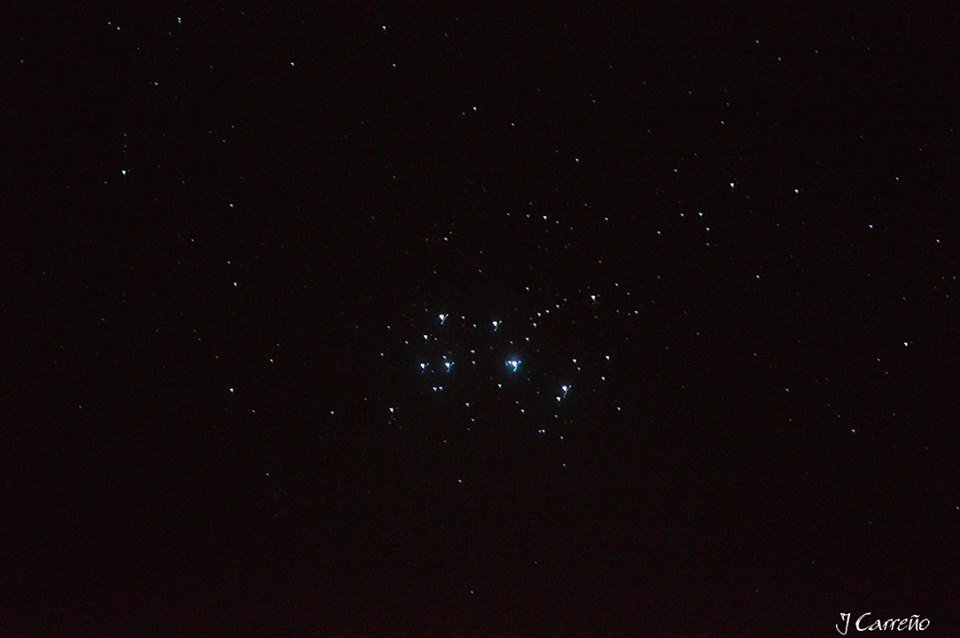
Fotografía de las Pléyades a simple vista

Actualmente se habla también de un conjunto de estrellas llamadas ngaw poñü / ngaupoñi / ngauku poñü / ngauku poñi, definiendose como "montón de papas", también wüchul poñü "Papas amontonadas" según el autor Gabriel Pozo Menares, refiriéndose todas ellas al cúmulo de las Pléyades.
Luis de Valdivia, en su recopilación las llamó ngaw o ngau, y las definió como "unas estrellas" o "aquellas estrellas", hablando o refiriéndose a una agrupación o formación estelar que era muy importante.
Al acercarse el we-tripantu las Pléyades desaparecerán por el poniente, lafkenmapu o ngülumapu, asomándose en la madrugada hacia el oriente unas semanas antes de producirse el nacimiento de la nueva vida en la naturaleza. La salida heliaca de las ngaupoñi, es decir aparición de las Pléyades por el horizonte una hora antes que el Sol anunciaba 12 días antes el Solsticio de invierno y el We tripantú.
También su aparición, según la creencia, estaba dictaminada por los fuertes ruidos que se oían en el mar, una semana antes de la fecha de la "nueva salida", (posiblemente marejadas), y creían que era el "montón de papas", que con su ruido venían anunciando su próxima salida (posible onomatopeya de ngaw / gaw).
Las Pléyades están ausentes del cielo nocturno entre el 3 de mayo y 9 de junio, durante un período de 37 días, período que coincide con el que media entre la cosecha y la próxima época de siembra en el altiplano.
La observación de la primera aparición de las Pléyades no sólo definía el inicio del año Inca y Mapuche, sino también les permitía pronosticar las precipitaciones en la siguiente temporada y según esto adelantar o atrasar las siembras.

## Celebración
Las familias invitadas acuden a la Ruca anfitriona al atardecer del día anterior del inicio del nuevo ciclo, con su yewün (aportes en alimentos y sus presentes). Durante la noche se conversan temas relativos a historias, hechos relevantes del quehacer mapuche y otros relatan epew (cuentos), nütram (relatos), konew (adivinanzas), también se realizan danzas ceremoniales en torno al fogón, se juega al awar kuden entre otras entretenciones. Al mismo tiempo, las mujeres de la familia preparan catuto, mote, rüngalkofke, müllokiñ, muday, y comienza la celebración.

### La noche anterior
Después de las 22.00 h del 20 de junio (en esos días atardece antes de las 18:00 h) se reúnen las familias en una casa que sea cómoda en espacio y calefacción ya sea de carbón, braseros, cocina de leña, o fogón.
Se van juntando alimentos:
carnes de ave,
cerdo,
vacuno o caballo; muday (bebida de maíz fermentado),
catuto,
harina tostada,
sopaipillas,
tortillas al rescoldo y otros.

Deuma afpule pun, mapuche mapu meu wengetuai itrovill monguen. Ka femngechi peumangen, wengetuai rakiduam, newen, ka kiñegün itrokom puche, Ka antü ñi mülerpuam doi küme monguen.
Cuando la noche haya llegado a su tope final, la naturaleza dará paso a un nuevo ciclo de vida en el mundo mapuche, permitiendo renovar los sueños, esperanzas y compromisos hacia un futuro mejor para todos. Armando Mario Lefío

Todos comen mültrün (catuto), mote, tortillas al rescoldo, müllokiñ y beben muday. Es el momento de contar epew (‘cuentos’).
Otros prefieren escuchar a un kimche (sabio) y entonces comienza conversación, en la que se comparte la sabiduría del pueblo, donde los ancianos dan consejos a los niños para que sientan orgullo de su cultura.
Los niños juegan awar kuden, que es un juego que se practica con habas y cantan esta melodía:

Mari mari peñi, mari mari lamngen, lamngen anay, yelai trutruka, yelay pifüllka kultrung yenai, lamngen anay.
Canción infantil mapuche.

### amanecer
Cuando empiezan a trinar los primeros pájaros, los mapuches levantan a los niños primero y los llevan a lavarse en algún río (tiene que ser agua en movimiento). Deben lavarse prolijamente el cuerpo, sacando lo negativo del año que pasó. En el agua se va todo lo viejo, los malos espíritus, las enfermedades y los malos pensamientos.
Antes de que salga el sol, el lof (‘comunidad’) se reúne para realizar el nguillan mawún (‘ceremonia del amanecer’), donde se comunican con las fuerzas del cosmos y que dirige la machi o el ñidol.
Cuando el sol aparece por las montañas del Puel mapu (‘tierra del Este’), los mapuches gritan: «¡Akuy we tripantu!» (‘¡llegó el año nuevo!’) y «Wiñoi tripantu» (‘regresa el amanecer’).
Durante todo el día se juega palín, se hacen carreras de caballos, competencias de atletismo (nekul) y se hace el guillatún (‘ceremonia de agradecimiento’).
Los niños tienen una exclusiva misión que es azotar a los árboles que no estén dando frutos, con el objeto de que en el año que comienza estos árboles den fruta en abundancia, bajo la advertencia de que si esto no lo hacen, serán cortados y convertidos en leña.
Además se bautiza a los niños con los nombres de antepasados y abuelos, mediante la ceremonia del ḻakutun.
La comunidad recibe a la niña adolescente como mujer adulta, a través del rito de katalüwün, ceremonia en donde se perfora la oreja de la niña que entra en la pubertad, simbolizadose mediante la entrega de sus primeros chaguay (Chahuay Upul, Chawai Upul, Upul/ Uples o aros). Existen de variadas formas y dimensiones. Dependiendo de la forma reciben diferentes nombres; también se le entrega un ketru metawe que es un jarro pato especial.

### Fin del We Tripantu
En la noche el sol se esconderá por la tierra del Lafkenche (el mundo de los hombres del bordemar, del litoral o las vertientes) de la cordillera de la Costa).

## Evolución
A inicios del siglo XX se realizaba en forma más protocolar, privada y con profundo respeto, en la que se convocaba e invitaba a las familias más cercanas y aquellas pertenecientes principalmente en la línea materna, cheche o chezki, chuchu, weku, abuelos, abuelas y tíos maternos, asimismo a los sobrinos, primos y otros; ocasionalmente familias y amistades del sector o territorio, con la finalidad de realizar misawün, konchotun, lakutun, katan pilun, entre otros, preparados para la ocasión. Todo lo anterior cambió en las familias y comunidades de todo el territorio mapuche cuando se inició la occidentalización a través de la escuela, el cristianismo y la fiesta de San Juan Bautista en particular (uno primero que otro).

## Lugares de celebración en Chile
A continuación se mencionan los lugares de celebración tradicional del We Tripantu entre comunidades mapuches ubicadas entre las regiones de BioBio y Los Lagos en Chile.

### Región del Biobío

#### Talcahuano

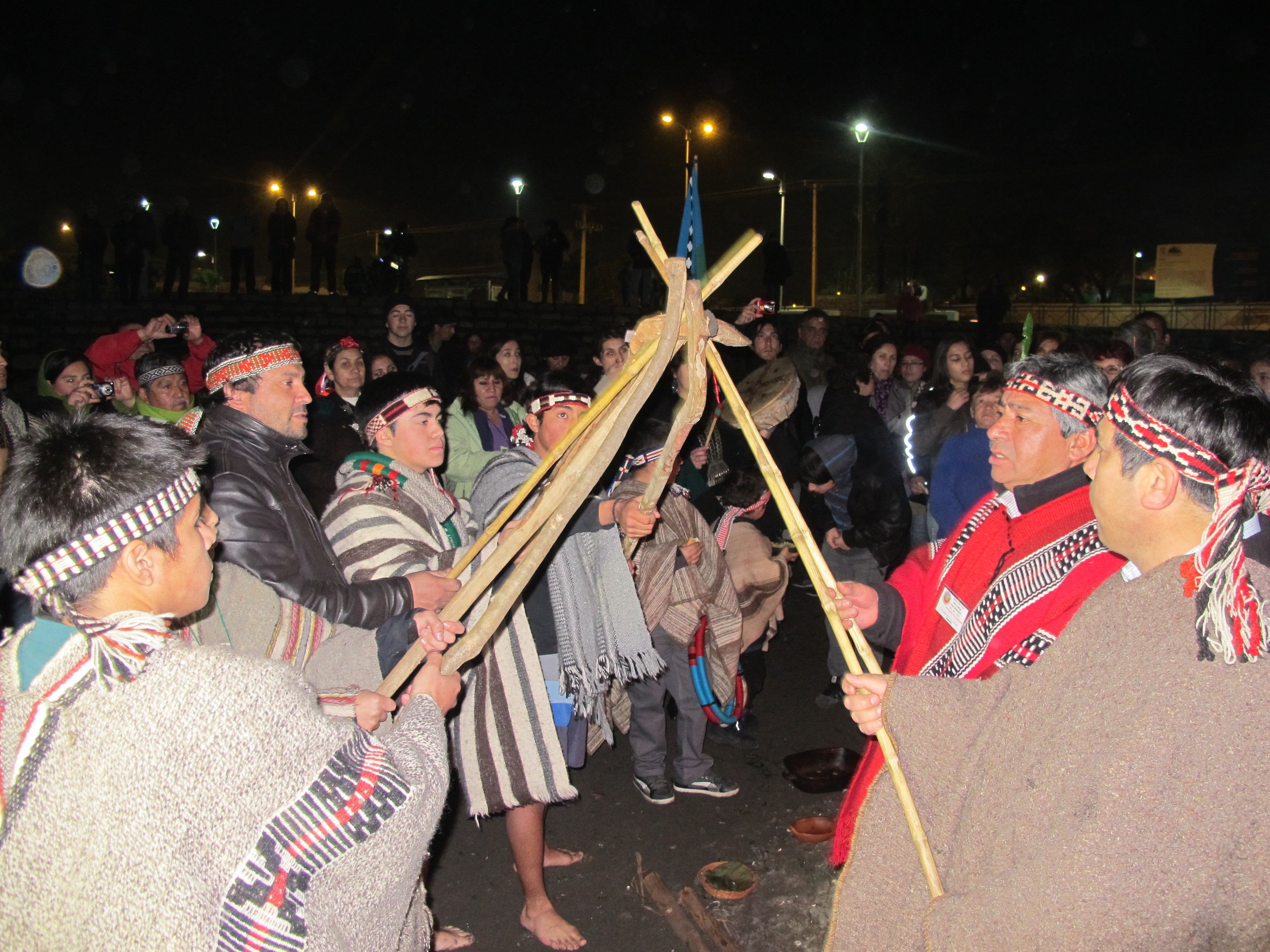
We Tripantu en Talcahuano.

La comuna de Talcahuano, celebra anualmente el We Tripantu, las actividades se realizan en la plazoleta María Isabel y es celebrada por la asociación indígena "Talcahueñu Ñi Folil" junto al Municipio. Estas actividades finalizan con el baño ritual a orillas del mar.

#### Alto Biobío
La comuna de Alto Biobío posee un 87% de habitantes que se reconocen como perteneciente a un pueblo indígena. Para las comunidades Pehuenches que habitan la parte superior del río Biobío, existen relatos de cómo se celebraba antiguamente:

Las familias se preparaban como si fueran a recibir una visita sin que ellos tuvieran idea de quién pudiera llegar, pero ellos para los días de We Tripantu se preparaban, hacían “chaví” (bebida con base en el piñón), preparaciones de comida, hacían limpieza de su casa, y de alguna forma eso ya no se realiza, hoy en día esto en muchos lugares es algo más bien simbólico, más superficial.
 Néstor Queupil, 2018.

De estas celebraciones participa tanto la escuela E-970 como el liceo de Ralco. En localidades como Kawelluco y Callaqui hay registros de las antiguas celebraciones del Wetripantu. Respecto a los relatos del baño ritual entre los pehuenches se refieren:

El significado que tenía esta celebración para la comunidad, es especial, el baño de mañana en un estero que servía para que el agua se llevara “la mala suerte, que venga buena suerte, a eso iba rogar uno””.
 Zoila Beroíza Pellao, 2018.

En Villa Ralco, el baño ritual se celebra actualmente en el estero Pirquinco y en las Termas El Avellano, además se realiza juego de palín y muestra de música con cantautores locales. Estas festividades están acompañadas de una muestra gastronómica y de artesanías.

#### Mulchén
Las comunidades moluches de Mulchén realizan la celebración del Wetripantu en el Estadio municipal donde realizan las rogativas y la vigilia hasta el amanecer. En la actividad participan las escuelas de la comuna.

#### Arauco
La localidad lafquenche de Carampangue en la comuna de Arauco celebra el We Tripantu a través de sus establecimientos culturales, incluidas escuelas, jardines infantiles y sala cuna.

#### Contulmo
Las celebraciones en la comuna de Contulmo se realizan principalmente en el Valle de Elicura y Licauquen. Las actividades se celebran en mapudungun y además en español, se realizan rogativas y finaliza con una comida tradicional al interior de una ruca. En esta actividad se cuentan “Epew” (cuentos), “Nütram” (relatos), y “Konew” (adivinanzas). Las mujeres de las familias preparan alimentos como catutos, mote, rüngalkofke, müllokiñ y preparan muday para esta celebración. A partir del año 2015, el Municipio de Contulmo iza la bandera Mapuche en el frontis del Municipio durante estas fiestas.

#### Lebu
Las celebraciones en la comuna de Lebu se realizan en el sector de Santa Fe, donde se congrega la comunidad a la espera de la salida del sol. Las actividades cuentan con la presencia de autoridades comunales y con muestras de gastronomía mapuche. La renovación del ciclo de vida es esencial para las comunidades mapuches:

Cuando la noche haya llegado a su tope final, la naturaleza dará paso a un nuevo ciclo de vida en el mundo indígena, permitiendo renovar los sueños, esperanzas y compromisos hacia un futuro mejor para todo.
 Armando Mario Lefío.

Adicionalmente, en Lebu se realizan actividades en las escuelas de la comuna, como es el caso de la escuela Gabriela Muller y también en el Hospital de Lebu, en esta última la actividad es coordinada por las comunidades mapuches y contemplan actividades de baile o “Purrüm” y espacios de conversación o “Trawün”.

#### Tirúa
Ranquilhue es una de las localidades de la comuna de Tirúa que celebra el We Trimantu o “Wiñoy Tripantu”,  las actividades se concentran principalmente en la escuela rural, en esta escuela han desarrollado talleres de cine donde aprovechan de registrar su propia historia en torno a esta tradición.

#### Cañete
En Cañete, las comunidades Lafquenches realizan actividades durante toda la semana y las comunidades se juntan a celebrarlo, una de ellas en la localidad de Peleco, junto al Lago Lanalhue comienzan a celebrar el We Tripantu en el atardecer, una vez caída la noche los asistentes comen platos típicos con base en mariscos. Se realizan rogativas al ritmo del kultrún (o tambor), de la Trutruca (o trompeta) y de Pifilkas (flautas), se planta un Rewe (tótem sagrado) y de árboles de canelo (árboles sagrados) alrededor de los cuales se baila en sentido opuesto a las manecillas del reloj. Se realizan rogativas durante la noche en absoluto silencio y luego hay una comida que busca que los asistentes esperen toda la noche despiertos, otros duermen y despiertan antes del amanecer cuando la gente realiza nuevos bailes y rogativas y finaliza con una nueva comida o desayuno entre lo asistentes.

#### Quilaco
En Quilaco se celebra en distintas localidades ya que es una fiesta de renovación. El gobierno regional facilita estas celebraciones

### Región de La Araucanía

#### Angol
Angol por ser capital de la Provincia de Malleco se realiza una ceremonia oficial en el Centro Cultural de Angol a cargo del Municipio, Conadi y la Secretaría Regional Ministerial de Gobierno de La Araucanía.
Adicionalmente, se realizan actividades organizadas por la propias comunidades mapuches, Uno de los puntos más significativos son las rogativas realizadas en el sector llamado “El Fortín” en el fundo San Juan, este lugar emplazado en un cerro fue escenario de conflictos en el pasado y donde hubo mucho derramamiento de sangre.

#### Lumaco
El acto central de las actividades en Lumaco se celebra por las comunidades representadas por sus machis y dirigentes en conjunto con el Municipio en la plaza intercultural junto a un canelo y en el gimnasio de Lumaco. En dicha ocasión se realizan presentaciones de las escuelas de la comuna y presentaciones de cantautores locales.El Municipio por su parte iza la bandera mapuche en le edificio consistorial.

#### Purén
El Wetripantu en Purén se calcula en base al método lunar. La mañana del wetripantu ancianos, jóvenes y familias enteras esperan el amanecer y concurren a un estero para bañarse y hacer luego rogativas individuales. Durante las celebraciones de Wetripantu en Purén aun se celebra el “Bakutun” que es que las niñas reciben una segunda madre o madrina y a la vez es tocaya (o Baku), quien le hace entrega de su vestimenta de mujer mapuche, también se realiza la ceremonia del “Katan Pilun” o perforación de las orejas y desde ese momento las niñas pueden comenzar a usar aros. Los niños, por su parte, azotan los árboles que no dan frutos a pedido de los adultos, para que en el nuevo año (en primavera) puedan dar frutos en forma abundante. Las familias se visitan y comparten comidas tradicionales y el tradicional muday (chicha fermentada de marzo trigo) con la cual acompañan durante toda la ceremonia.

#### Lautaro
En la comuna de Lautaro, los actos de celebración se realizan en la Plaza de Armas de Lautaro, que incluyen el izamiento de la bandera mapuche, la realización de rogativas y la participación de los comuneros mapuches. El 43% de la población de la comuna de Lautaro es de origen mapuche.

#### Saavedra
En el Municipio de Saavedra se realizan celebraciones en distintas comunidades donde asiste el alcalde y otras autoridades locales. Las celebraciones se realizan también en distintos establecimientos de educación como es el caso del Liceo Reino de Suecia donde el 80% de sus estudiantes y profesores son de origen mapuche, donde los alumnos celebran el regreso del sol. Este establecimiento construyó una ruca con el fin de apoyar las festividades y mantener tradiciones ancestrales.

#### Toltén
En Toltén solo a partir de 2018 se izó por primera vez la bandera mapuche en el Municipio, también se realizan actos oficiales entre ellos en la localidad de playa Nigue, aquí se reúnen comunidades desde Pocoyan hasta Isla Los Pinos y Queule. La tradicional ceremonia constituye una renovación espiritual y de purificación.

#### Gorbea
Las celebraciones en la comuna de Gorbea se realizan en el sector Huellanto, en el kilómetro 19 de la Sexta Faja. La comunidad Nicolás Ailio es una de las que celebra esta actividad con algunos invitados y autoridades locales, se realiza con bailes tradicionales y rogativas en mapudungun. Por su parte, en el sector de Lastarria, la comunidad Travol-Llanca de Lastarria realiza una rogativa en el sector donde se ubican, donde asisten autoridades locales.
En el sector de Rauco, la comunidad Mikaela Huanquil, también realiza actividades tradicionales para celebra esta fecha. 
Varias escuelas de la comuna realizan una ceremonia para la comunidad escolar con la presencia de una machi.

#### Cunco
En la comuna de Cunco las actividades son organizadas por distintas organizaciones, entre ellas el Liceo Atenea de Cunco, que realizan charlas y un “mizagun” o muestra de gastronomía mapuche. En estas actividades también participan las escuelas de la Fundación del magisterio de La Araucanía: Escuela Juan Pablo II, Hermano Leovigildo Kley y el Complejo Educacional Juan Bosco. Las celebraciones de la comunidad incluyen rogativas y el baile del “Choyke puru”.

#### Lonquimay
Las actividades oficiales de celebración de We Tripantu contemplan el izamiento de a bandera en el frontis del municipio de Lonquimay, actividad que es encabezadas por le alcalde y otras autoridades locales y los loncos de las  comunidades puehuenches, participan también las escuela de localidades como Icalma, Pehuenco, Mitrauquén y Piedra Blanca. Las comunidades, por su parte también realizan actividades más privadas que incluyen el “Mizagun” (o compartir alimentos), el “Llellipun” (agradecimientos) donde se agradece a los Ngen y a Ngünechen por la prosperidad del ser humano y la naturaleza. Este ritual se invoca a los “Meli che laku” (antecepasados o “Los cuatro abuelos”) y es una ceremonia que es dirigida exclusivamente por una machi o por el longko de la localidad.
Además se celebra en la zona mapuche, como en la comuna de Lautaro en la Araucanía o en la ciudad de Temuco, en el sur de Chile.

### Región de Los Ríos
Valdivia
En la ciudad de Valdivia, las actividades se inician en la Municipalidad con el izamiento de la bandera mapuche o “Wenufoye” (canelo del cielo en mapudngún), actividad que es realizada desde 2015.
Las celebraciones de We Tripantu en la comuna de Valdivia se realizan principalmente a través de escuelas rurales en Los Pellines, Cayumapu, Curiñanco, Bonifacio. También se desarrolla una actividad en el Parque Saval organizado por la Corporación Cultural del municipio de Valdivia donde se realizan actos religiosos, bailes tradicionales con los asistentes y muestra de comidas tradicionales de la cultura mapuche.
Lanco
La comuna de Lanco realiza diversas actividades de celebración del Wetripantu a través de las escuelas y del Departamento de Educación Municipal, entre las que participan son Lanco, Puquiñe Bajo, Antilhue, Ailyn y Rucaklen, lo que permite fortalecer la identidad y origen étnico de esta comuna.
Mariquina
Las actividades en Mariquina son coordinadas por la oficina municipal de asuntos indígenas, las actividades masivas se realizan en San José de la Mariquina y en la localidad de Dollinco, donde asisten representantes de comunidades indígenas de toda la comuna. Adicionalmente, se celebran actividades al interior de las comunidades de Ciruelos, Puile, Linguento, Vega Larga, La Punta, Tralcao, Mehuín e Iñipulli.
Las celebraciones oficiales cuentan con la presencia de un ngenpin (autoridad religiosa mapuche) y la presencia del alcalde de la comuna. Se realiza una rogativa indígena o Llellipun y posteriormente se realiza una comida donde la gente comparte desde un mismo plato llamada “misawün”.
Panguipulli
El “We Tripantu” o “Wüñol Tripantu” en Panguipulli es considerada una ceremonia de renovación del equilibrio de la naturaleza con el hombre. En este momento la fuerza de la vida, la naturaleza, permite que se eleve la savia de los árboles, los seres vivientes regulan su pulsación con el ritmo lunar en una misma fuerza espiritual denominada “newen”. Las actividades se celebran en distintos puntos de la comuna como Cahuincul, Pucura, Liquiñe, Río Hueico, Chanlelfu, Rehueico,  Ancacomoe y Pullinque Bajo.
Lago Ranco
Las comunidades mapuches de Lago Ranco como es el caso de la comunidad de Chamul celebran el Wetripantu en forma anual. Las comunidades que participan activamente de esta celebración  son Lepún Tringlo y Rogativa Indígena Pitriuco, además de las escuelas rurales de Ilihue y Riñinahue, además de Liceo Antonio Varas y el Complejo Educacional Ignao.
Futrono
A partir del año 2014, la comuna de Futrono estableció por vía decreto alcaldicio que la bandera mapuche fuera usada durante las festividades, actos y ceremonias comunales de manera oficial.
Río Bueno
En la comuna de Río Bueno el wetripantu es una actividad que se ha celebrado tradicionalmente en áreas rurales, sin embargo, a partir del año 2017, se realizaron actividades en el área urbana de Río Bueno, en las dependencias del Paperchase Club donde se reúnen los representantes de las comunidades indígenas. La celebración en Río Bueno se enmarca dentro de un nuevo ciclo para la naturaleza. Durante toda esa semana se realizan además actividades en las escuelas rurales de la comuna.
Las actividades se celebran en la víspera del amanecer y finalizan cerca de las 6 a. m. con la tradicional ceremonia del agua, que es un baño en las aguas frías.

### Región de Los Lagos
San Juan de la Costa
Las comunidades Huilliches de la comuna de San Juan de la Costa, en la Provincia de Osorno realizan actos de celebración en torno al año nuevo indígena que se extienden durante una semana. Las comunidades se reúnen cada año para esperar la salida del sol. Las actividades contemplan el desarrollo de rogativas, presentaciones musicales de grupos locales y almuerzos de carácter comunitario.
La comunidad de Bahía Mansa integra actividades con niños de la comunidad local a través del jardín infantil y de las agrupaciones de adultos mayores de la localidad. A partir del año 2019 el Municipio de San Juan de la Costa estableció un fondo a través de su Oficina de Cultura, para que al menos 20 organizaciones comunitarias indígenas pudieran financiar las actividades de celebración del Wetripantu en su comuna.
Chiloé
Para las comunidades indígenas de Chiloé, la celebración de Wetripantu es de carácter sagrada y evitan las celebraciones masivas con fines comerciales. Las actividades son coordinadas anualmente por organizaciones como el Consejo General de Caciques de Chiloé y en su mayoría constituyen una actividad intima de las comunidades. En el archipiélago se entremezcla la tradición huilliche del We Tripantu con la tradición de la Noche de San Juan de raíz europea.
La celebración del wetripantu para los huilliches de Chiloé se asocia también a la renovación de la savia en los árboles. Antiguamente se celebraba con un asado de carne o de pescado. Desde hace algunos años las comunidades han recobrado tradiciones aún más antiguas como cocinar chopón o tropón que es una bola hecha de chuño y se prepara con manteca y llides.
En el marco de estas celebraciones, en algunas localidades de Chiloé se hacen actividades en torno a las escuelas rurales orientadas a honrar la tierra como la plantación de árboles como ha ocurrido con la Escuela San Miguel de Coñimó y la escuela de Compu en Quellón.

### Otros lugares de celebración en Chile
En Santiago es tradición celebrar el We Tripantu en el Cerro Santa Lucía, o Welén en lengua mapuche. También se celebra en la Ruca Mapuche de Peñalolén, las más importantes comunidades mapuches dentro de la capital. En el 2009 fue celebrado en la comuna de La Pintana, el 27 de junio y en Cerro Navia.
El año 2013 se suma a estos lugares el Parque Mahuidache, de la comuna de El Bosque.
En grandes ciudades como Concepción y Santiago, las comunidades mapuches locales también preparan su propia celebración.

## Lugares de celebración en Argentina
Durante el año cristiano 2018 una de las celebraciones fue realizada en Pillan Mahuiza a orillas del Río Carrenleufú.